# Медресе эмира Насруллы
Медресе эмира Насруллы (узб. Amir Nasrulloh madrasasi) — утраченное здание медресе в Бухаре (Узбекистан). Здание медресе было построено в 1860 году в центральной части города, во время правления бухарского эмира Насрулла.

## История
Медресе эмира Насруллы было основано в 1860 году по приказу самого правителя Бухары в махалле Пои Остона, который был одним из торговых центов города. В некоторых источниках медресе упоминается под названием медресе Пои Остона (что в переводе означает «Святой порог»). Историк Шариф Махдум в своем труде записал, что медресе было построено в месяц мухаррам 1277 года хиджры (июль-август 1860 года). Другой историк Мухаммед Мир Алим Бухари писал, что эмир Насрулла построил мечеть и медресе возле могилы своего отца эмира Хайдара.
Ученый-исследователь архитектуры Бухары Абдусаттор Джуманазаров, изучив ряд вакфных документов, которые относятся к медресе, собрал некоторые сведения о деятельности учебного заведения Бухары. В вакфном документе вверху указано, что передано в «фонд мечети и медресе Пои Остона». Согласно другому документу, медресе было построено из жженого кирпича, делилось на учебныхе аудитории и комнат для студентов (худжра). На севере от медресе располагалась мечеть Пои Остона, на западе была квартальная улица, а на юге и востоке проходила дорога от городских ворот.
Насрулла лично назначил мутаввали медресе. Медресе эмира Насруллы состояло из 7 комнат и было построено в среднеазиатском архитектурном стиле из традиционных материалов.